# آلفين لي
آلفين لي (بالإنجليزية: Alvin Lee)‏ (و. 1944 – 2013 م) هو عازف قيثارة، وملحن، وكاتب أغاني، ومنتج أسطوانات، وموسيقي بريطاني، ولد في نوتنغهام، توفي في مربلة، عن عمر يناهز 69 عاماً.

## وصلات خارجية
- آلفين لي على موقع IMDb (الإنجليزية)
- آلفين لي على موقع ميوزك برينز (الإنجليزية)
- آلفين لي على موقع إن إن دي بي (الإنجليزية)
- آلفين لي على موقع أول ميوزيك (الإنجليزية)
- آلفين لي على موقع ديسكوغز (الإنجليزية)

- آلفين لي في قاعدة بيانات الأفلام على الإنترنت